# Allium pseudobodeanum
Allium pseudobodeanum là một loài thực vật có hoa trong họ Amaryllidaceae. Loài này được R.M.Fritsch & Matin mô tả khoa học đầu tiên năm 2002.